# Sant Pere d'Espills
Sant Pere  és una església barroca al poble d'Espills al municipi de Tremp (Pallars Jussà) protegida com a Bé Cultural d'Interès Local. L'església parroquial de Sant Pere dels Espills és documentada per primera vegada l'any 1110 en una concòrdia establerta amb relació a la distribució de les rendes de l'església propera de la Mare de Déu del Solà del mateix terme d'Espills. La seva gènesi està probablement relacionada amb el monestir de Lavaix.
Edifici que aprofita el recinte clos que protegeix el poble d'Espills. La fesomia actual de l'església és plenament barroca malgrat que els seus orígens poden situar-se al segle xii.